# Cooper Howard
Cooper Howard, conosciuto anche come "Il Ghoul", è un ex attore statunitense immaginario, co-protagonista della serie televisiva Fallout di Geneva Robertson-Dworet e Graham Wagner.

## Biografia del personaggio

### Serie televisiva
Nato prima della Grande Guerra, Cooper prestò servizio nel Corpo dei Marines degli Stati Uniti all'inizio della guerra sino-americana, partecipando poi alla disperata difesa dell'Alaska. Dopo il suo onorevole congedo, ha iniziato un'importante carriera di attore ad Hollywood affermandosi nell'industria cinematografica Western di alto profilo. Durante le riprese di un film, Cooper iniziò ad avere dubbi sulle azioni fuori dal personaggio del suo eroe, le quali risentivano di un forte timbro patriottico ed anticomunista. Su insistenza dell'allora moglie Barb Howard (un dirigente di alto rango della Vault-Tec), accettò di diventare il testimonial per la campagna promozionale della Vault-Tec, indossando la tuta della Vault per un servizio fotografico che fu utilizzato nel marketing a livello nazionale. Uno degli scatti lo ritraeva sorridente con il pollice alzato, un gesto che sarebbe stato associato a lui nel corso degli anni, diventanto la celebre mascotte "Vault Boy".

### Videogiochi
Dopo il reclutamento di Lucy, il Ghoul potrà essere trovato durante la missione successiva "Il Ghoul in Nero", nella quale il giocatore dovrà mandare la sua squadra ad indagare in un cimitero vicino. I membri della missione dovranno essere almeno di livello dieci e anche Lucy (o qualcuno che indossa la sua attrezzatura) deve necessariamente prenderne parte. Al termine della missione, Il Ghoul seguirà il giocatore nel Vault.

## Caratterizzazione
Prima di diventare un ghoul, Cooper era un marito e padre amorevole. Si considerava un convinto sostenitore del sogno americano e del suo valore, avendo prestato servizio in Alaska nei primi anni della guerra sino-americana, e di conseguenza un convinto anticomunista. Tuttavia, il cambiamento culturale e il dominio delle megacorporazioni misero alla prova i suoi principi, e alla fine rimase deluso mentre faceva pubblicità alla Vault-Tec e subì l'ostracismo da parte dei suoi colleghi. Quando ha saputo che la stessa società per cui lavorava sua moglie aveva cospirato per usare la guerra nucleare per attuare i propri progetti per il mondo, ha perso la fiducia e ha cercato di dare un taglio netto, e si dice che abbia subito un divorzio disordinato e l'inserimento nella lista nera dell'intrattenimento.
Ciò non riuscì a spezzarlo, ma ciò che lo fece fu la Grande Guerra. Ghoulificato dalle radiazioni, Cooper usò il suo addestramento militare e le sue abilità di pistolero per sopravvivere come cacciatore di taglie. La sua esperienza nel mondo dello spettacolo lo ha portato a diventare "il Ghoul", un pistolero straordinario capace di un'incredibile brutalità, ricorrendo anche al cannibalismo quando necessario. Duecento anni di sopravvivenza nella brutale terra desolata lo hanno trasformato in un uomo cinico, amareggiato e spietatamente pragmatico che non crede nella bontà, ma che ha ancora un certo "codice d'onore" nel suo tentativo di scoprire dove si trova la sua famiglia.

### Statistiche del personaggio
Dopo l'uscita della serie, Bethesda Softworks ha pubblicato i personaggi ufficiali dell'adattamento televisivo nel videogioco Fallout Shelter, rivelando le statistiche "Special" di Howard.
- Forza: 5
- Percezione: 6
- Resistenza: 7
- Carisma: 7
- Intelligenza: 4
- Agilità: 7
- Fortuna: 4